# Saison 1982/83 in der Nordischen Kombination

←1981/82 – 1982/83 – 1983/84→

Die Saison 1982/83 in der Nordischen Kombination ist eine Übersicht über die wichtigsten Wettbewerbe in der Wintersportsaison 1982/83. Herausragende Wettbewerbe waren in diesem Winter die vorolympischen Wettkämpfe in Sarajevo sowie die traditionellen Skispiele in Falun, Lahti und am Holmenkollen. Sowohl der prestigeträchtige Schwarzwaldpokal in Schonach als auch der Teamwettbewerb in Nesselwang fielen hingegen wegen Schneemangels aus. Die A-Klasse-Rennen fanden nach der Gundersen-Methode statt und beinhalteten einen 15 Kilometer langen Langlauf. Die beste Sprungleistung hatte meist Espen Andersen vorzuweisen, wohingegen Kerry Lynch auf der Loipe die wohl stärkste Performanz zeigte. Die Saison war die letzte vor der Einführung des Weltcups.

## Wettbewerbsübersicht

### Internationale A-Klasse-Rennen
| Datum          | Austragungsort | Bemerkung                | Sieger         | Zweiter           | Dritter           | Beleg       |
| -------------- | -------------- | ------------------------ | -------------- | ----------------- | ----------------- | ----------- |
| 15./16.01.1983 | Reit im Winkl  |                          | Uwe Dotzauer   | Andreas Langer    | Hubert Schwarz    | [ 2 ]       |
| 10./11.02.1983 | Sarajevo       | Vorolympischer Wettkampf | Uwe Dotzauer   | Alexander Majorow | Ján Klimko        | [ 3 ]       |
| 25./26.02.1983 | Falun          | Svenska Skidspelen       | Espen Andersen | Gunter Schmieder  | Uwe Dotzauer      | [ 4 ]       |
| 05./06.03.1983 | Lahti          | Lahti Ski Games          | Kerry Lynch    | Tom Sandberg      | Jouko Karjalainen | [ 5 ] [ 6 ] |
| 10./11.03.1983 | Oslo           | Holmenkollen-Skifestival | Kerry Lynch    | Tom Sandberg      | Hallstein Bøgseth | [ 7 ]       |

### Weitere internationale Wettbewerbe
| Datum          | Austragungsort | Bemerkung                          | Sieger               | Zweiter           | Dritter              | Beleg         |
| -------------- | -------------- | ---------------------------------- | -------------------- | ----------------- | -------------------- | ------------- |
| 29./30.12.1982 | Oberwiesenthal |                                    | Gunter Schmieder     | Andreas Langer    | Peter Opitz          | [ 8 ] [ 9 ]   |
| 01./02.01.1983 | Oslo           | Monolith-Rennen                    | Tom Sandberg         | Espen Andersen    | Geir Andersen        | [ 10 ] [ 11 ] |
| 22./23.01.1983 | Sapporo        |                                    | Espen Andersen       | Kerry Lynch       | Per Bjørn            | [ 12 ]        |
| 22./23.01.1983 | Wisła          | Beskiden-Pokal                     | Stanisław Kawulok    | Ján Klimko        | Jürgen Glaß          | [ 13 ] [ 14 ] |
| 30./31.01.1983 | Zakopane       | Czech-Marusarzówna-Memorial        | Ján Klimko           | Tadeusz Bafia     | Rudolf Vojkůvka      | [ 15 ] [ 16 ] |
| 24./25.02.1983 | Sofia          | Universiade                        | Vladimír Frák        | Wiktor Apulow     | Alexander Pektubajew | [ 17 ]        |
| 19./20.02.1983 | Kawgolowo      |                                    | Alexander Majorow    | Juri Woronin      | Oleksandr Proswirnin | [ 18 ] [ 16 ] |
| 05./06.03.1983 | Oberhof        | Internationale Oberhofer Skispiele | Uwe Dotzauer         | Lothar Hopf       | Gunter Schmieder     | [ 19 ]        |
| 09./10.03.1983 | Oberhof        | IX. Winterspartakiade              | Sergei Tscherwjakow  | Stanisław Kawulok | Leonid Glasyrin      | [ 20 ] [ 16 ] |
| 10./11.03.1983 | Kuopio         | Junioren-WM                        | Heiko Hunger         | Geir Andersen     | Oliver Warg          |               |
| 26./27.03.1983 | Štrbské Pleso  | Tatra-Pokal                        | Uwe Dotzauer         | Gunter Schmieder  | Ján Klimko           | [ 21 ] [ 22 ] |
| 02./03.04.1983 | Kirowsk        |                                    | Oleksandr Proswirnin | Sergei Schorikow  | Vladimír Frák        | [ 16 ] [ 24 ] |

### Nationale Meisterschaften
| Datum          | Austragungsort       | Bemerkung                           | Sieger            | Zweiter              | Dritter               | Beleg         |
| -------------- | -------------------- | ----------------------------------- | ----------------- | -------------------- | --------------------- | ------------- |
| 29./30.01.1983 | Eau Claire           | US-amerikanische Meisterschaften    | Kerry Lynch       | Pat Ahern            | Jon Servold           | [ 25 ] [ 26 ] |
| 02./03.02.1983 | Bakuriani            | Sowjetische Meisterschaften         | Alexander Majorow | Oleksandr Proswirnin | Juri Woronin          | [ 23 ]        |
| 03./04.02.1983 | Johanngeorgenstadt   | DDR-Meisterschaften                 | Uwe Dotzauer      | Gunter Schmieder     | Peter Opitz           | [ 27 ]        |
| 03./04.02.1983 | Wisła                | Polnische Meisterschaften           | Stanisław Kawulok | Karol Kołtaś         | Kazimierz Długopolski | [ 28 ]        |
| 04./05.02.1983 | Mo i Rana            | Norwegische Meisterschaften         | Tom Sandberg      | Espen Andersen       | Geir Andersen         | [ 29 ] [ 30 ] |
| 05./06.02.1983 | Lundo                | Finnische Meisterschaften           | Jouko Karjalainen | Rauno Miettinen      | Jorma Etelälahti      | [ 31 ]        |
| 05./06.02.1983 | Oberstdorf           | Deutsche Meisterschaften            | Dirk Kramer       | Hermann Weinbuch     | Karl Spitz            | [ 32 ] [ 31 ] |
| 05./06.02.1983 | Harrachov            | Tschechoslowakische Meisterschaften | Ján Klimko        | Vladimír Frák        | Karol Tatranský       | [ 33 ]        |
| 12./13.02.1983 | Kandersteg           | Schweizer Meisterschaften           | Walter Hurschler  | Ernst Beetschen      | Toni Schmid           | [ 34 ] [ 35 ] |
| 1983           | Sapporo              | Japanische Meisterschaften          | Minoru Tomiya     | Hirohiro Takahata    | Hirata Hitoshi        | [ 36 ]        |
| 1983           | Admont/Hall in Tirol | Österreichische Meisterschaften     | Fritz Koch        | Franz Reiter         | Alois Eberharter      |               |
| 1983           | Italien              | Italienische Meisterschaften        | Gian-Paolo Mosele | Francesco Benetti    | Stefano Lunardi       | [ 37 ]        |
| 1983           | Frankreich           | Französische Meisterschaften        | Robert Lazzaroni  |                      |                       |               |
| 1983           | Schweden             | Schwedische Meisterschaften         | Göran Andersson   |                      |                       | [ 38 ]        |